# 겐나디 벨리
겐나디 블라디미로비치 벨리(러시아어: Генна́дий Влади́мирович Бе́лый IPA: [ɡʲɪˈnadʲɪj vɫɐˈdʲimʲɪrəvʲɪt͡ɕ ˈbʲelɨj], 우크라이나어: Гена́дій Володи́мирович Бі́лий 게나디 볼로미로비치 빌리[*] IPA: [ˈbilɪj], 1951~2001)는 러시아 태생의 수학자이다. 벨리 사상을 도입하였다.

## 생애
1951년 2월 2일 러시아 마그니토고르스크의 우크라이나계 가정에서 태어났으며, 아버지는 볼로디미르 빌리(우크라이나어: Володимир Білий), 어머니는 지나이다 미하일리우나(우크라이나어: Зінаїда Михайлівна)였다. 이후 벨리 가족은 우크라이나 드니프로페트로우스크주의 작은 마을인 프로샤나(우크라이나어: Просяна, 러시아어: Просяная 프로샤나야[*])로 이사하였다.
우크라이나 키예프의 기숙 고등학교인 우크라이나 물리·수학 리세(우크라이나어: Український фізико-математичний ліцей)에 입학하였다. 이후 소련 전국 수학 올림피아드에서 우수한 성적을 거두고, 이 공로로 모스크바 대학교에 특례로 입학하여 공부하였다. 1973년에 우크라이나로 귀국하였고, 같은 해에 올레나 에우티셴코 마라티우나(우크라이나어: Оле́на Євтушенко Маратівна)와 키예프에서 결혼하여 두 딸을 두었다. 1975년에 다시 모스크바 대학교로 돌아와 1979년에 박사 학위를 수여받았다.
이후 러시아 블라디미르에 있는 블라디미르 대학교(러시아어: Владимирский государственный университет имени А. Г. и Н. Г. Столетовых)의 교수가 되었다.
라리사 스테파니우나 사조노바(우크라이나어: Лариса Степанівна Сазонова)와 재혼하였다.
2001년 1월 29일에 블라디미르에서 사망하였다.

## 참고 문헌
- Богомолов, Ф. А.; Дубровин, Н. И.; Исковских, В. А.; Куликов, В. С.; Паршин, А. Н.; Шафаревич, И. Р. (2002), “Геннадий Владимирович Белый (некролог)”, 《Успехи математических наук》 (러시아어) 57 (5): 139–140, Bibcode:2002RuMaS..57..981B, doi:10.4213/rm554, MR 1992084, Zbl 1045.01506